# Elisabeth von Holstein-Schaumburg
Elisabeth von Holstein-Schaumburg († 15. Januar 1545) war Äbtissin im Stift Nottuln.

## Leben

### Herkunft und Familie
Elisabeth von Holstein-Schaumburg wuchs als Tochter des Grafen Jobst von Holstein-Schaumburg (* 1483, † 1531) und seiner Gattin Maria von Nassau-Dillenburg († 1547, Tochter von Johann V. (Nassau)) in einer Adelsfamilie auf. Sie hatte zahlreiche Geschwister, darunter Adolf und Anton (beide Erzbischof von Köln), Otto (regierender Graf) und Jobst (Herr von Gemen). Der Fürstbischof Franz von Waldeck war ein entfernter Verwandter Elisabeths.

### Werdegang und Wirken
Am 23. Juni 1524, dem Todestag der Äbtissin Anna von Dorsweiler-Chriechingen, bestätigte Elisabeths Vater den mit dem Konvent geschlossenen Vertrag über die Einsetzung als Äbtissin. In ihre Amtszeit fällt die endgültige Umsetzung der Verweltlichung des Stiftes Nottuln. Am 27. Oktober 1536 traf sie eine Eheberedung mit dem Grafen Johann VI. von Sayn. Sie verzichtete am 7. Februar 1537 auf ihr Amt und heiratete am 13. Februar. Aus der Ehe ging der Sohn Heinrich (letzter der Grafen Sayn-Sayn) hervor. Ihre Nachfolgerin im Amt der Äbtissin war ihre Tante Magdalena von Wied-Runkel.